# Eutrepsia haemataria
Eutrepsia haemataria är en fjärilsart som beskrevs av Herrich-Schäffer 1855. Eutrepsia haemataria ingår i släktet Eutrepsia och familjen mätare. Inga underarter finns listade i Catalogue of Life.